# Calea ferată București–Pitești–Craiova
Calea ferată București-Pitești-Craiova este o cale ferată principală în România, construită la scurt timp după calea ferată București Filaret - Giurgiu. 
Este așadar a doua cale ferată din Țara Românească, fiind inaugurată pe segmentul București - Pitești la 13 septembrie 1872, fiind parte din tronsonul mai larg Pitești - București - Galați - Roman. Restul de tronson Pitești - Craiova - Vârciorova fiind inaugurat aproape șase ani mai târziu pe 9 mai 1878.
Este o cale ferată neelectrificată, dublată doar pe tronsonul Golești - Chitila. Are o importanță economică și strategică încă de la începuturile ei.
Astăzi nu mai face parte din cele 9 magistrale CFR, însă este așteptat un potențial mai mare în anii următori, fiind propusă pentru reabilitare în cadrul programului de investiții 2021-2027 pentru coridorul feroviar paneuropean TEN-T Comprehensive (global) la pachet cu linia de cale ferată Vâlcele - Bujoreni Vâlcea, abandonată încă din anii 1990 din lipsa fondurilor pentru a menține stabilitatea solului din podișul Cotmeana, în 2004 fiind ridicate șinele și traversele pentru a nu se produce mai multe pagube, totuși acestea au fost folosite mai departe la alte lucrări de infrastructură.